# Constitución de la Observancia
La Constitución de la Observancia (en catalán: Constitució de l'Observança)  era un capítulo de corte promulgado en las Cortes de Barcelona de 1480-1481 que establecía el sometimiento del rey a la observancia y cumplimiento de las constituciones catalanas. Ya durante el reinado de Alfonso V de Aragón en las Cortes de Barcelona (1421) se había acordado la primacía de los Usajes de Barcelona, encargando a la Diputación del General de Cataluña el control de cualquier extralimitación real, pero el creciente autoritarismo de Juan II de Aragón desencadenó el sangriento final de la Edad Media en Cataluña con la Guerra civil catalana (1462–1472). Tras el conflicto Fernando II de Aragón inició la política de «Redreçament» (reforma) ratificando el pactismo como pilar rector de la política en Cataluña durante la Edad Moderna; mediante dicho capítulo de corte se consagró el imperio de la ley sobre cualquier atisbo de absolutismo y se ratificó a la Generalidad como institución encargada de velar por el cumplimiento de leyes por parte del rey y sus oficiales; en caso de vulneración constitucional (contrafacción) se apelaba a la Real Audiencia de Cataluña y, a partir de 1702, al Tribunal de Contrafacciones. Inicialmente fue denominado «Capítulo de corte Poco valdría», por ser estas sus primera palabras, pero posteriormente y a pesar de no ser propiamente una constitución sino un capítulo de corte fue conocido como «Constitución de la Observacia»:

Poco valdría hacer Leyes y Constituciones si no eran por Nos, y nuestros oficiales, observadas.